# Świniec (Grande-Pologne)
Pour les articles homonymes, voir Świniec.
Świniec (prononciation : [ˈɕfiɲet͡s]) est un village polonais de la gmina de Krzywiń dans le powiat de Kościan de la voïvodie de Grande-Pologne dans le centre-ouest de la Pologne.
Il se situe à environ 3 kilomètres au nord-ouest de Krzywiń (siège de la gmina), à 16 kilomètres au sud-est de Kościan (siège du powiat) et à 47 kilomètres au sud de Poznań (capitale régionale).

## Histoire
De 1975 à 1998, le village faisait partie du territoire de la voïvodie de Leszno.

Depuis 1999, Świniec est situé dans la voïvodie de Grande-Pologne.